# Краснов, Василий Фёдорович
Васи́лий Фёдорович Красно́в (1 апреля 1899, Краснояр, Царевококшайский уезд, Казанская губерния, Российская империя — 23 марта 1980, Краснояр, Моркинский район, Марийская АССР, РСФСР, СССР) — марийский советский военный и хозяйственный деятель. Участник Гражданской войны в России и Великой Отечественной войны. Кавалер ордена Ленина (1967).

## Биография
Родился 1 апреля 1899 года в деревне Краснояр ныне Моркинского района Марий Эл в марийской крестьянской семье.
В юности был рабочим артели смолокуров.
Участник Гражданской войны в России: боец 223 стрелкового полка 25 Чапаевской дивизии РККА, участник боевых действий на Украине против войск Польши, частей С. Петлюры. В ходе выполнения боевого задания 31 декабря 1920 года попал в плен, получил 17 штыковых ранений, но сумел доставить секретный пакет в штаб дивизии.
После демобилизации был одним из организаторов кооперативного движения на родине — в Моркинском районе Марийской автономной области: в 1929—1935 годах — председатель артели инвалидов «Полыш», промартели имени Коминтерна, Аринского сельпо.
В 1941 году призван в Красную армию. Участник Великой Отечественной войны: красноармеец 111 стрелковой бригады, в июле 1943 года комиссован по состоянию здоровья.
После демобилизации был председателем сельпо и Коркатовского сельского совета Моркинского района Марийской АССР.
Награждён орденом Ленина и медалями.
Женат, сын — кандидат философских наук, заслуженный работник культуры РСФСР А. В. Краснов.
Скончался 23 марта 1980 года на родине, похоронен там же.

## Награды
- Орден Ленина (1967) — за установление советской власти в 1917—1922 годах[1][2][5]
- Медаль «В ознаменование 100-летия со дня рождения Владимира Ильича Ленина» (1970)

## Память
- Является прототипом литературных героев романа марийского писателя Н. Лекайна «Железная сила» и пьесы марийского драматурга С. Николаева «Восемнадцатый год»[1][2][3][5].